# 일본형 사회민주주의
일본형 사회민주주의(일본어: 日本型社会民主主義 니혼가타 샤카이민슈슈기[*])란 사회민주주의의 주류인 서구의 반공적 사회민주주의와는 다른 질을 가진, 일본에서의 사회민주주의 주류에 대한 표현이다. 주로 일본사회당 노선을 말한다.

## 개요
1945년(쇼와 20년) 창당된 일본사회당은, 창당 초기에는 서구식 사회민주주의로 통한 당내 우파가 득세했었다. 그러나 1949년 쇼와 24년) 총선거 대패와 뒤이은 제4회 대회에서의 모리토・이나무라 논쟁에 의해 좌파 우위가 확립되었다. 1955년의 좌우파 사회당 통일 이후에도 이 경향은 변하지 않았다.
사회당 좌파는 마르크스주의의 강한 영향 하에 있었다. 사회주의협회 등 사회당내 좌파 세력은 전전의 노농파의 계보를 이었고, 그에 따라 일본공산당과도 대립관계였다. 사회주의협회 등은 1950년대까지는 노농파 시절과 같이 레닌주의에 거리를 두었으나, 1960년대 이후 급속하게 레닌주의 지향을 자처했다.
이러한 일본사회당의 특수성은 마르크스주의 세력인 당내 좌파가 주도적 역할을 한 것으로 설명할 수 있다. 상세히 하나씩 거론해 보자면
- 미국 제국주의와 일본 자본주의 세력에 대한 강력대응성, 전투성
- 소련, 중국, 북한 등 공산주의 국가에 대한 친근성
- 사회주의 혁명의 추구
- 계급정당론
- 폭력혁명을 부정하고 의회를 통한 평화혁명 노선을 취함
- 민주집중제를 사실상 시인하며 당내 계파의 존재를 인정
- 사회주의 인터내셔널에 가맹

이러한 일본형 사회민주주의의 특징이 가장 잘 드러난 당내 문헌으로는 좌사강령과 일본에서의 사회주의에의 길이 있다.
일본사회당의 좌경성과 안보정책에 반발해 1960년(쇼와 35년) 결성된 민주사회당은 서구식 사회민주주의를 표방했지만, 일본 정치권에서 항상 소수세력에 불과했다. 2006년(헤이세이 18년) 7월 18일 미국 국무부 외교자료집에 CIA가 "좌파온건세력"에 자금을 제공하여 민사당 결성을 촉구했던 것이 공개되었다.

## 평가
일본사회당을 서구의 사회민주주의와는 다른 사회민주주의로 받아들이고 그 차이를 긍정적으로 인식하는 분석은 시미즈 신조의 『일본의 사회민주주의』(이와나미 신서, 1961년)에서 비롯되었다.  일본형 사회민주주의라는 용어를 직접 고안한 것은 신좌파 계열의 스야마 켄이치의 『일본형 사회민주주의』(현대사조사, 1966년)지만, 스야마는 시미즈의 저서에서 시사를 받아 자기 책 제목을 정했다고 밝혔다.
일본사회당은 애초에 사회민주주의 자체를 부정하고 정통 사회주의를 자처했다. 1986년(쇼와 61년) 채택된 일본사회당의 신선언에서야 강령상으로는 서구식 사회민주주의 정당으로 우경화했지만, 그 노선변경은 어중간한 것으로 일관했고, 신선언 이전에 형성된 정책과 운동조직상의 특성은 그 후로도 사회당에 강하게 남았다. 21세기 들어서도 후신이라 할 수 있는 신사회당이나 사회민주당에 이어지고 있다.
일본형 사회민주주의에 대해서는, 시미즈로 대표되는 긍정적 평가와, 사회당이 고도성장기의 새로운 사회상황에 적응하는 것을 막아 수권정당으로의 탈피를 어렵게 만들었다는 부정적 평가가 병립하고 있다. 사회주의협회는 사회당을 사회주의 정당으로 강화한다는 입장에서 일본형 사회민주주의 개념에 대한 평가를 회피하고 있었지만, 최근에는 사회주의협회 내에서도 일본형 사회민주주의를 적극적으로 평가하는 의견도 나온다.

## 참고 자료
- 清水慎三　『日本の社会民主主義』　岩波新書、1961年。
- 米原謙　「日本型社会民主主義の思想－－左派理論の形成と展開」（山口二郎・石川真澄編『日本社会党－戦後革新の思想と行動』　日本経済評論社、2003年
- 社会主義研究会　『今日の社会主義を考える－社会主義と社会民主主義をめぐって』　えるむ書房、2006年。（瀬戸宏「日本型社会民主主義を考える」を含む）